# Biathlon na Zimowych Igrzyskach Olimpijskich 2014 – sztafeta mieszana
Biathlonowa sztafeta mieszana na Zimowych Igrzyskach Olimpijskich 2014 odbyła się 19 lutego na kompleksie narciarsko-biathlonowym „Łaura” w Krasnaja Polana. W sztafecie na pierwszych dwóch zmianach biegły kobiety, które musiały pokonać 6 kilometrów. Następnie na trasę wyruszyły dwie zmiany męskie, które musiały pokonać 7,5 kilometra.
W zawodach wzięło udział 16 sztafet (w sumie 64 zawodników). Sztafet Niemiec została zdyskwalifikowana, więc sklasyfikowanych zostało 15 reprezentacji.
Mistrzami olimpijskimi zostali reprezentanci Norwegii: Tora Berger, Tiril Eckhoff, Ole Einar Bjørndalen oraz Emil Hegle Svendsen. Na drugim miejscu uplasowała się sztafeta Czech w składzie: Veronika Vítková, Gabriela Soukalová, Jaroslav Soukup i Ondřej Moravec. Na trzecim stopniu podium znalazła się sztafeta Włoch, która rywalizowała w składzie: Dorothea Wierer, Karin Oberhofer, Dominik Windisch oraz Lukas Hofer.

## Terminarz
| Data      | Konkurencja | Godzina rozpoczęcia | Godzina rozpoczęcia |
| Data      | Konkurencja | Czas CET            | Czas lokalny        |
| --------- | ----------- | ------------------- | ------------------- |
| 19 lutego | Finał       | 15:30               | 18:30               |

## Tło
| Data                                                                  | Miejscowość                                                           | Zwycięzca                                                                            | Drugi                                                                            | Trzeci                                                                             | Źródło                                                                |
| Wyniki sztafety podczas zawodów Pucharu Świata w biathlonie 2013/2014 | Wyniki sztafety podczas zawodów Pucharu Świata w biathlonie 2013/2014 | Wyniki sztafety podczas zawodów Pucharu Świata w biathlonie 2013/2014                | Wyniki sztafety podczas zawodów Pucharu Świata w biathlonie 2013/2014            | Wyniki sztafety podczas zawodów Pucharu Świata w biathlonie 2013/2014              | Wyniki sztafety podczas zawodów Pucharu Świata w biathlonie 2013/2014 |
| --------------------------------------------------------------------- | --------------------------------------------------------------------- | ------------------------------------------------------------------------------------ | -------------------------------------------------------------------------------- | ---------------------------------------------------------------------------------- | --------------------------------------------------------------------- |
| 24 listopada                                                          | Östersund                                                             | Czechy Veronika Vítková · Gabriela Soukalová · Zdeněk Vítek · Ondřej Moravec         | Norwegia Tora Berger · Synnøve Solemdal · Vetle Sjåstad Christiansen · Tarjei Bø | Ukraina Ołena Pidhruszna · Wałentyna Semerenko · Serhij Semenow · Andrij Deryzemla | [ 2 ]                                                                 |
| Wyniki sztafety na mistrzostwach świata 2012                          |                                                                       |                                                                                      |                                                                                  |                                                                                    |                                                                       |
| 1 marca                                                               | Ruhpolding                                                            | Norwegia Tora Berger · Synnøve Solemdal · Ole Einar Bjørndalen · Emil Hegle Svendsen | Słowenia Andreja Mali · Teja Gregorin · Klemen Bauer · Jakov Fak                 | Niemcy Andrea Henkel · Magdalena Neuner · Andreas Birnbacher · Arnd Peiffer        | [ 3 ]                                                                 |
| Wyniki sztafety na mistrzostwach świata 2013                          |                                                                       |                                                                                      |                                                                                  |                                                                                    |                                                                       |
| 7 lutego                                                              | Nové Město na Moravě                                                  | Norwegia Tora Berger · Synnøve Solemdal · Tarjei Bø · Emil Hegle Svendsen            | Francja Marie-Laure Brunet · Marie Dorin Habert · Alexis Bœuf · Martin Fourcade  | Czechy Veronika Vítková · Gabriela Soukalová · Jaroslav Soukup · Ondřej Moravec    | [ 4 ]                                                                 |

## Wyniki
| Poz. | Nr | Reprezentacja     | Zawodnicy                                                                       | Strzelanie      | Strzelanie      | Czas zawodnika                  | Strzelanie drużyny | Czas drużyny | Strata  |
| Poz. | Nr | Reprezentacja     | Zawodnicy                                                                       | 1               | 2               | Czas zawodnika                  | Strzelanie drużyny | Czas drużyny | Strata  |
| ---- | -- | ----------------- | ------------------------------------------------------------------------------- | --------------- | --------------- | ------------------------------- | ------------------ | ------------ | ------- |
| 01 ! | 2  | Norwegia          | Tora Berger Tiril Eckhoff Ole Einar Bjørndalen Emil Hegle Svendsen              | 0+0             | 0+2 0+0         | 15:55,6 16:11,9 17:50,9 19:18,6 | 0+2                | 1:09:17,0    | –       |
| 02 ! | 1  | Czechy            | Veronika Vítková Gabriela Soukalová Jaroslav Soukup Ondřej Moravec              | 0+0 0+3 0+1 0+0 | 0+1 0+0 0+1     | 16:01,9 16:04,5 18:35,1 19:08,1 | 0+7                | 1:09:49,6    | +32,6   |
| 03 ! | 4  | Włochy            | Dorothea Wierer Karin Oberhofer Dominik Windisch Lukas Hofer                    | 0+0 0+1 0+0     | 0+1 0+3 0+0     | 15:57,9 16:28,0 18:46,6 19:02,7 | 0+6                | 1:10:15,2    | +58,2   |
| DSQ  | 6  | Rosja             | Olga Zajcewa Olga Wiłuchina Jewgienij Garaniczew Anton Szypulin                 | 0+1 0+0         | 0+2 0+1 1+3 0+0 | 16:35,7 16:39,3 19:08,2 18:41,2 | 1+8                | 1:11:04,4    | +1:47,4 |
| 4.   | 12 | Słowacja          | Jana Gereková Anastasija Kuźmina Pavol Hurajt Matej Kazár                       | 0+3 0+2 0+0     | 0+2 0+0 0+2 0+1 | 16:33,1 16:33,3 18:49,3 19:09,0 | 0+10               | 1:11:04,7    | +1:47,7 |
| 5.   | 5  | Francja           | Marie Dorin Habert Anaïs Bescond Jean-Guillaume Béatrix Martin Fourcade         | 0+0 1+3 0+0     | 0+2 0+1         | 16:18,4 17:11,9 18:37,8 19:56,2 | 1+8                | 1:12:04,3    | +2:47,3 |
| 6.   | 3  | Ukraina           | Natalja Burdyga Marija Panfiłowa Andrij Deryzemla Serhij Semenow                | 0+1 0+0 0+1     | 0+0 0+1 1+3 0+1 | 16:06,4 17:07,3 19:23,0 19:28,5 | 1+8                | 1:12:05,2    | +2:48,2 |
| 7.   | 11 | Stany Zjednoczone | Susan Dunklee Hannah Dreissigacker Tim Burke Lowell Bailey                      | 0+1 1+3 0+3 0+0 | 0+1 0+3         | 16:02,5 17:55,5 19:02,9 19:19,2 | 1+13               | 1:12:20,1    | +3:03,1 |
| 8.   | 9  | Austria           | Lisa Hauser Katharina Innerhofer Daniel Mesotitsch Friedrich Pinter             | 0+0             | 1+3 0+2 0+1     | 17:39,7 16:46,3 18:38,2 19:30,6 | 1+7                | 1:12:34,8    | +3:17,8 |
| 9.   | 8  | Białoruś          | Ludmiła Kalinczyk Nastassia Dubarezawa Uładzimir Czapielin Jauhienij Abramienka | 0+0 0+3 0+2 0+0 | 0+0 0+2 0+0     | 16:29,6 17:45,2 19:27,9 19:29,1 | 0+9                | 1:13:11,8    | +3:54,8 |
| 10.  | 10 | Kanada            | Megan Imrie Rosanna Crawford Brendan Green Scott Perras                         | 0+0             | 0+2 0+1 0+2 0+3 | 17:49,8 16:46,6 19:00,0 19:51,3 | 0+8                | 1:13:27,7    | +4:10,7 |
| 11.  | 13 | Szwajcaria        | Elisa Gasparin Selina Gasparin Benjamin Weger Simon Hallenbarter                | 0+2 0+1 0+0 0+1 | 0+2 0+1 0+2 0+0 | 17:27,7 16:44,3 19:12,4 20:09,5 | 0+9                | 1:13:33,9    | +4:16,9 |
| 12.  | 14 | Polska            | Krystyna Pałka Magdalena Gwizdoń Łukasz Szczurek Krzysztof Pływaczyk            | 0+1 0+0         | 0+0 0+1 0+0 0+2 | 16:09,9 16:45,8 20:28,9 20:11,4 | 0+6                | 1:13:36,0    | +4:19,0 |
| 13.  | 15 | Kazachstan        | Jelena Chrustalowa Darja Usanowa Jan Sawicki Anton Pantow                       | 0+0 0+1 0+0     | 0+0 0+2         | 16:56,5 17:30,3 20:08,5 21:11,1 | 0+6                | 1:15:46,4    | +6:29,4 |
| 14.  | 16 | Estonia           | Kadri Lehtla Daria Jurłowa Kauri Kõiv Daniil Steptšenko                         | 0+3 1+3 0+1 3+3 | 0+1 0+2 2+3     | 17:09,6 18:58,8 19:24,8 LAP     | 6+17               | LAP          |         |
| 15 ! | 7  | Niemcy            | Evi Sachenbacher-Stehle Laura Dahlmeier Daniel Böhm Simon Schempp               | DSQ             | DSQ             | DSQ                             | DSQ                | DSQ          | DSQ     |